# VCR (singolo)
VCR è un singolo del gruppo musicale britannico The xx, pubblicato nel 2010 ed estratto dall'album xx.

## Tracce
- Download digitale

1. VCR – 2:59